# Raoul A. Nagel
Raoul Alain Nagel (geb. 1. Juli 1981 in St. Gallen, Schweiz) ist ein Schweizer Filmkomponist und Theatermusiker.

## Leben
Raoul Alain Nagel lebt und arbeitet in St. Gallen, Schweiz und in Berlin, Deutschland. Er schreibt und produziert Musik für verschiedene Formate im Fernsehen, Radio und für Streaming-Dienste, Theater, Schauspiel und Tanz.

## Theaterstücke + Shows (Auswahl)
- Schillers Lied von der Glocke (Regie: Teresa Kolbe)
- Fettes Schwein (Regie: Veit Güssow)
- Die Macht der Gewohnheit (Regie: Philip Bartels)[1]
- City of Change (Projekt zur Integrationsfrage, IIPM, Konzept: Milo Rau)
- Eyes Shut (Regie: Stefan Kraft)
- Der Messias (Regie: Stefan Kraft)[2]
- Othello (Regie: Thorleifur Örn Arnarsson)
- Restmüll (Regie: Teresa Kolbe)
- St.Gallen - die Seifenoper mit dem Schauspielensemble des Theater St.Gallen (Regie: Dominik Kaschke)
- Late Night LOK mit Dominik Kaschke und Romeo Meyer
- Fliehendes Pferd (Regie: Veit Güssow)
- LokLustSpiele „Sehnsuche“ (Leitung: Nina Stazol)
- Die Rückkehr des Fräulein Rottenmeier (mit Silvia Rhode)
- Gift - ein mörderisch guter Liederabend (mit Romeo Meyer)
- Grosse Töchter (Regie: Barbara Herold)
- Pornographie (Regie: Katja Langenbach)[3]
- Eine Stunde auf Erden (Regie: Emilio Diaz Abregu)[4]
- Wine Session (Spielleitung: Gravity9)
- Apéro Riche (Regie: Katja Langenbach)
- Gelegenheit macht den Rest (Choreographie: Hella Immler)
- 3IN1 (Choreographie: Kjersti Sandstoe)
- PLOP (Choreographie: Rotes Velo Tanzkompanie)
- R + J (Choreographie: Robina Steyer)
- ..and it slipped silently out of control (Choreographie: Kim Tassia Kreipe)
- Ich bin ..Punk? (musikalische Leitung/Spielleitung : Rotes Velo Tanzkompanie)
- Alles Gueti (musikalische Leitung/Spielleitung Rotes velo Tanzkompanie)
- NU (Performance von und mit Elenita Queiroz)
- La Ultima (Tanzstück von Elenita Queiroz)
- Leftover 0 - VII (Performance-Reihe als Youtube-Livestream)
- Warning for Contemplation Sections (Tanzstück von
- Elenita Queiroz)
- Die Traummaschine (Co-Produktion des Luzerner Theaters mit Rotes Velo Kompanie)
- Susto - Theaterstück von Boglarka Horvath
- The Massive Spectacular (Tanz-Show in Las Vegas, NV)

## Filmografie (Auswahl)
- 2008 ZufallBringen (Spielfilm, Teil des Soundtracks mit der Band K-Tharsis)
- 2010/11: The Lotus Eater (Kurzfilm)
- 2011: Rolfs Abenteuer am Open Air St.Gallen (Youtube-Clip)
- 2011: Rolfs Abenteuer am Gurten (Youtube-Clip)
- 2017/18: WaPo Bodensee – Titelmusik, Folgen 1 – 24 (Krimiserie, ARD - Degeto)
- 2017–2024: WaPo Bodensee – Filmmusik, Folgen 9 – 100 (Krimiserie, ARD - Degeto)
- 2023 : 23 - Der mysteriöse Tod eines Hackers (Dokumentation - SKY Deutschland)
- 2024 : Marie Brand und die verfolgte Braut (Krimireihe - ZDF)

## Tonträger/Veröffentlichungen (Auswahl)
- k-tharsis - combination 6 (ohne label - 2006)
- Entscheide Dich (Radio Play - Toxic.fm 2007)
- lunao - the twilight garden EP (wim-music 2007)
- pull up orchestra - ufä und abä hawkins rmx (hhrec 2008)
- k-tharsis - what you gonna do? (hhrec 2009)[5]
- pull up orchestra - hip hop east end rmx (hhrec 2010)
- the moment yes - totally weird (independent 2014)[6]
- Fever Phoenix (independent 2014)
- 80 years of glory (independent 2015)
- mind of the late hour (independent 2015)
- Your Way (independent 2016)

## Belege
1. ↑  City of Change. In: international-institute.de. Abgerufen am 28. März 2018.
2. ↑  arttv.ch - das kulturfernsehen im netz. In: arttv.ch. (arttv.ch [abgerufen am 28. März 2018]).
3. ↑  Theater Ulm - Pornographie. Archiviert vom Original (nicht mehr online verfügbar) am 28. März 2018; abgerufen am 28. März 2018 (deutsch).
4. ↑  Roche Hufnagl: Rotes Velo Kompanie - Eine Stunde auf Erden. Abgerufen am 28. Dezember 2018.
5. ↑  What You Gonna Do? 1. September 2010, abgerufen am 28. März 2018.
6. ↑  the moment yes. Archiviert vom Original (nicht mehr online verfügbar) am 28. März 2018; abgerufen am 28. März 2018.  Info: Der Archivlink wurde automatisch eingesetzt und noch nicht geprüft. Bitte prüfe Original- und Archivlink gemäß Anleitung und entferne dann diesen Hinweis.

| Personendaten    | Personendaten                                                 |
| ---------------- | ------------------------------------------------------------- |
| NAME             | Nagel, Raoul A.                                               |
| ALTERNATIVNAMEN  | Nagel, Raoul Alain (vollständiger Name)                       |
| KURZBESCHREIBUNG | österreichischer Filmkomponist, Theatermusiker und -regisseur |
| GEBURTSDATUM     | 1. Juli 1981                                                  |
| GEBURTSORT       | St. Gallen, Schweiz                                           |